# Shelby

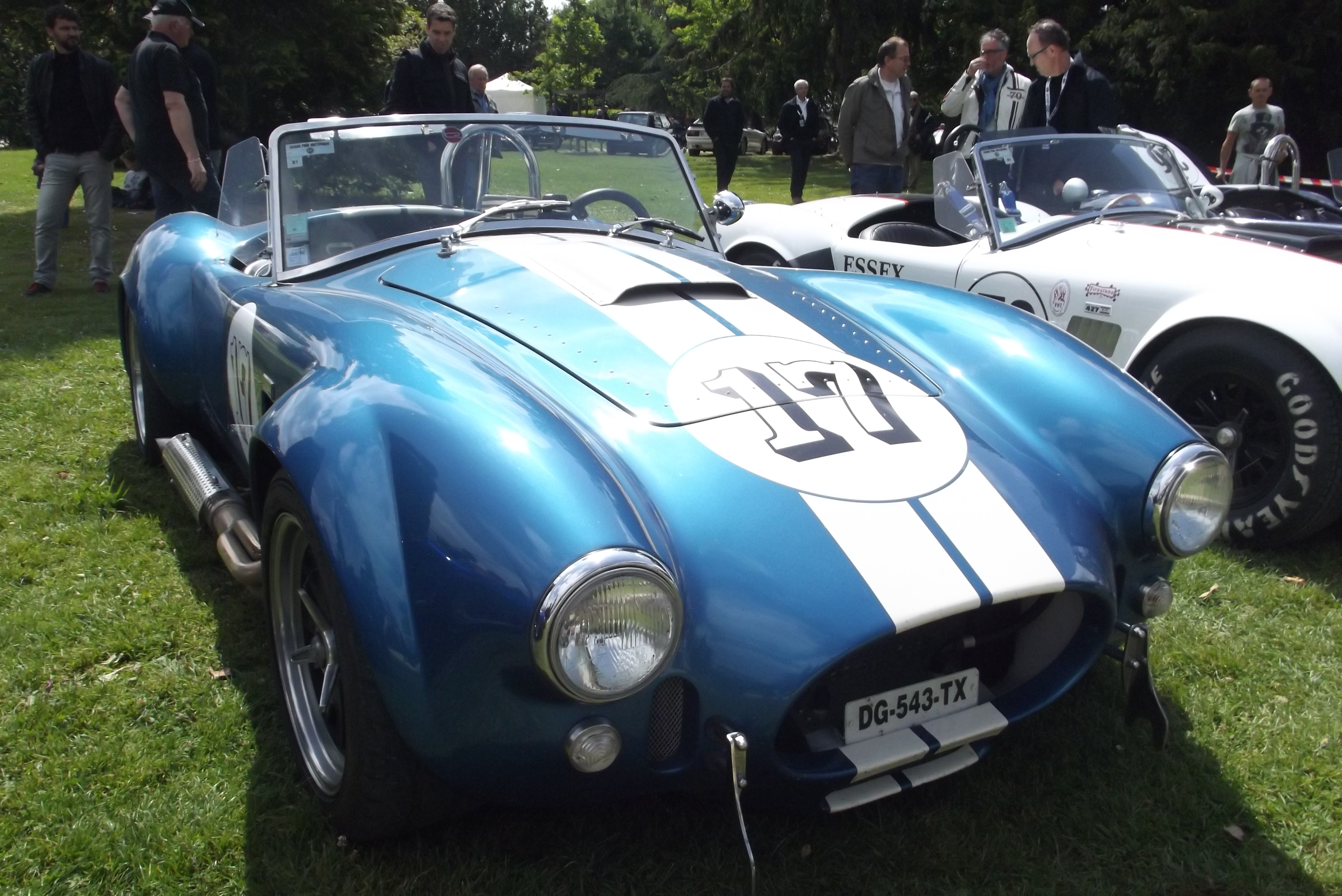
Shelby AC Cobra

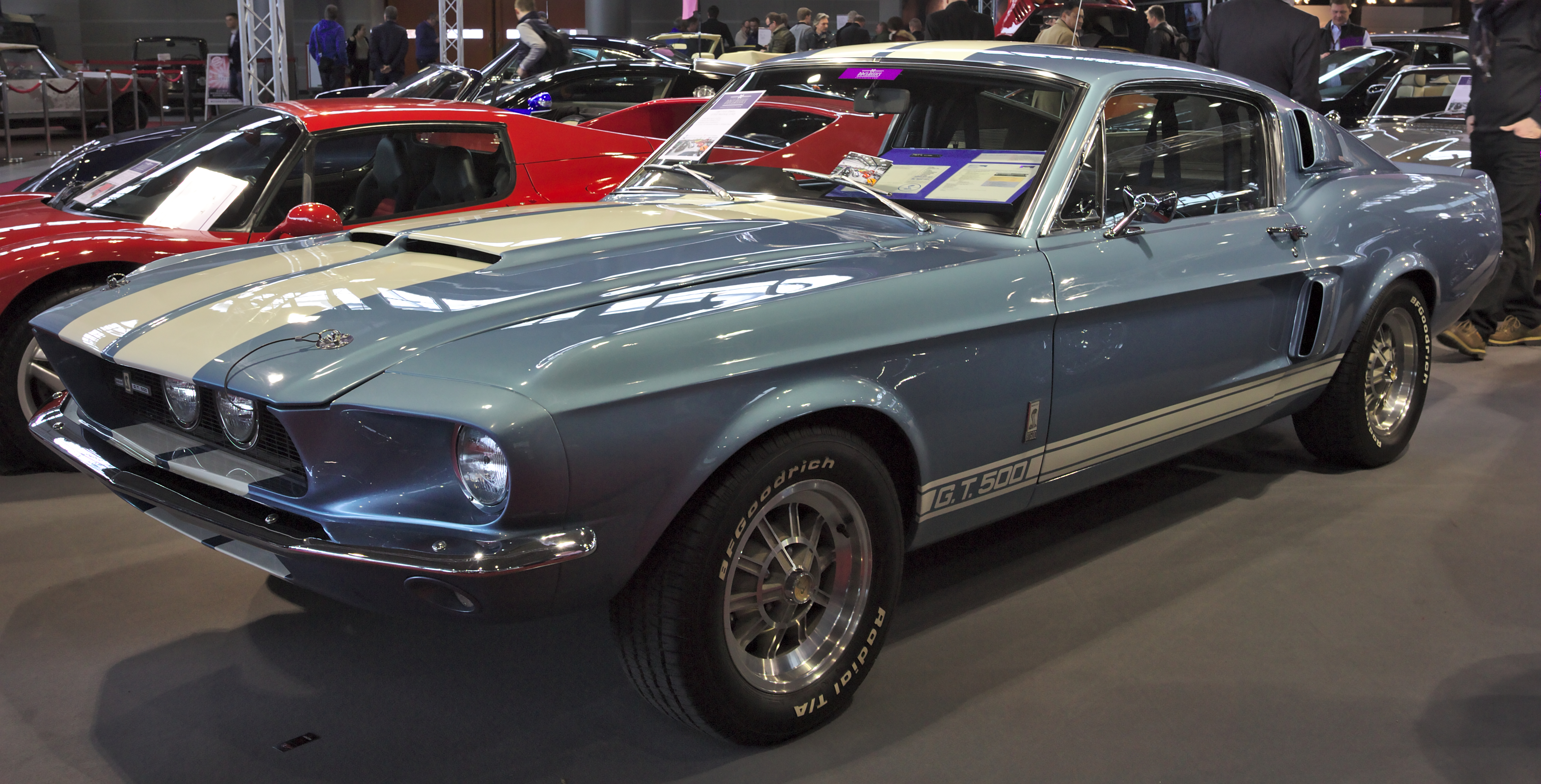
Ford Mustang Shelby G.T. 500

Shelby American é uma empresa automobilística criada pelo ex-piloto e preparador americano Carroll Shelby em 1962, uma divisão da Carroll Shelby International, Inc. A empresa criou o Shelby Mustang e o Shelby Cobra nos anos 1960 e 1970, segundo a própria marca ela é a principal empresa independente de carros de performance dos EUA.
Tem um museu dedicado a história da empresa.

## Historia[3]
Carroll tinha pilotado vários esportivos europeus, e se impressionava  com a velocidade dos mesmos, tais como Ferrari, Aston Martins e masserati, porem esses eram veículos cujo motor necessitava de muita manutenção, então ele se questionou porque não era fabricado nos EUA veículos com V8 semelhantes aos carros europeus, com fácil manutenção.

### A origem do Shelby cobra
Em 1961 a AC cars ficou sem fornecedor de motor para seus carros, Shelby ao saber disso contou sua ideia para a AC cars, a ideia foi aceita, surgindo o AC cobra que ficou conhecido por Shelby cobra, Shelby também entrou em contato com Ford e contou sobre sua ideia, Com a Ford gostando da ideia de ter um concorrente do Chevrolet Corvette.

### A Shelby american e a parceria com a Ford
Shelby funda a Shelby american em 1962 na cidade da Califórnia, o Cobra vira sucesso dentro e fora das pistas, nessa época ele era vendido pela Ford com os motores Ford 260 e o motor 289, esse carro venceu várias corridas pelo mundo ate mesmo conquistando o Campeonato Mundial de Gt.
Em 1964 Shelby a pedido de Lee Iacocca deu uma cara de carro  de performance vencedora, dando origem em 1965 ao Shelby Mustang GT350 com seu motor V8 produzido ate 1970, na verdade Lee Iacocca não achava que o Mustang tinha aparência de carro com desempenho apesar do seu sucesso.
Em 1968 Carroll fecha a empresa e se retira da produção de automóveis  transferindo a marca e a produção para a Ford, um ano depois em 1969 o contrato com a Ford chega ao fim, Carroll se aposenta em janeiro de 1970.
Uma nova parceria com a Ford é estabelecida em 2005 que perdura ate os dias atuais, com os Mustangs.

### Parceria com a Dodge
Lee Iacocca Passa a trabalha para a Chrysler em 1978, já em 1982 Carroll é convidado para ajudar a construir imagem de performance da marca, surgindo assim a Chrysler Shelby Performance Center, com essa nova parceria surgi os Shelby Chargers em 1983, Dodge Omni GLH, e também o Dodge Daytona.

### Shelby Automobiles
Carroll que tinha fechado sua empresa em 1968, fazendo um retorno em 1983 com a sua nova empresa denominada de Shelby Automobiles, produzindo o Omni GLHS, com a chegada da década de 90 mais precisamente em 1990 a parceria entre Carroll e a Chrysler chega ao fim, levando ao fim também da Shelby Automobiles.

## Carros Produzidos[7]
- Shelby Mustang GT350
- Shelby Mustang GT350R
- Shelby Mustang GT500
- Shelby Mustang GT500KR (King of the Road)
- Shelby SC6
- Shelby SC8
- Shelby Mustang Bullitt Edition (Homenagem ao filme)
- Shelby GT-H
- Mustang Shelby GT-H (Não fabricado pela Shelby)
- Dodge Omni GLH
- Dodge Daytona